# Microporina ivanovi
Microporina ivanovi är en mossdjursart som beskrevs av Gontar 1993. Microporina ivanovi ingår i släktet Microporina och familjen Microporidae. Inga underarter finns listade i Catalogue of Life.